# Yūyūki
Yūyūki (遊遊記?) è un videogioco d'avventura del 1989 per Famicom Disk System. Basato su Il viaggio in Occidente, è il secondo titolo della serie giapponese Famicom Mukashibanashi.